# Медаль «За порятунок потопаючих»
Медаль «За поряту́нок потопа́ючих» — медаль, державна нагорода СРСР. Введена указом Президії Верховної Ради СРСР 16 лютого 1957 року. Автор малюнку медалі — художник Шебалков.

## Опис
Медаль «За порятунок потопаючих» має форму правильного круга діаметром 32 мм, виготовлялася з латуні.
На лицьовому боці зображено рятувальника, що буксирує потопаючого у воді. У верхній частині — напис «За спасение», у нижній — «утопающих».
На зворотному боці зображено серп і молот, нижче — лаврова гілка та напис: «СССР».
Медаль «За порятунок потопаючих» за допомогою вушка і кільця з'єднується з п'ятикутною колодочкою, обтягнутою шовковою муаровою стрічкою синього кольору завширшки 24 мм. На стрічці розташовані 7 вузьких білих смужок — одна у центрі та по три з кожного боку.

## Нагородження медаллю
Медаллю «За порятунок потопаючих» нагороджувалися працівники рятувальної служби та інші громадяни СРСР, а також особи, які не є громадянами СРСР:
- за сміливість і самовідданість, виявлені при рятуванні людей на воді;
- за високу пильність і спритність, у результаті яких були попереджені нещасні випадки з людьми на воді;
- за зразкову організацію рятувальної служби на воді.

Медаль носиться на лівій стороні грудей, за наявності у нагородженого інших медалей СРСР розташовується після медалі «За відвагу на пожежі».
Усього медаллю «За порятунок потопаючих» було проведено близько 24 тисяч нагороджень.